# Österrikiska viner
Österrike producerar bara cirka en procent (cirka 3 000 000 hl per år) av världens viner, men har viner av relativt hög kvalitet. Vintyperna och vinlagarna har mycket gemensamt med de tyska vinerna. Huvuddelen utgörs av vita viner. De röda utgör cirka 20 % av produktionen.

## Historia
I Österrike har vin odlats åtminstone sedan 600-talet f.Kr. Vinodlingen blomstrade som mest på 800-talet e.Kr. under Karl den store och övertogs i slutet av medeltiden av klostren och munkarna.
1985 drabbades Österrike av en vinskandal då det upptäcktes att dietylenglykol i vissa fall hade använts som sötningsmedel i billiga söta viner samt även dyrare viner. Halterna var visserligen mycket låga och ingen förgiftning med dödlig utgång förekom, dock kunde långvarigt intag av vinerna ge skador på njurar och nervsystem. Skandalen skadade Österrikes vinanseende under lång tid. Som en följd av skandalen införde Österrike mycket stränga kvalitetsregler för vinerna. Eftersom exportmarknaden för landets viner kollapsade blev detta också något av en nystart, med en ökad koncentration på torra viner.

## Vinlagar
Liksom i Tyskland styrs kvalitetsklasserna av mustens specifika vikt. Generellt kan man dock säga att Österrike ställer högre krav på mustvikten än Tyskland, åtminstone för de lägre klasserna. Mustvikten mäts både i Oechsle som i Tyskland, och i KMW (Klosterneuburger Mostwaage) där 1 grad KMW är ungefär 5 grader Oechsle.
Följande klasser finns (med minimimustvikt inom parentes):
- Tafelwein (10,6o KMW)
- Landwein (14o KMW)
- Qualitätswein (15o KMW)
- Kabinett (17o KMW)

- Prädikatswein delas in i följande klasser:
  - Spätlese (19o KMW)
  - Auslese (21o KMW)
  - Beerenauslese (25o KMW)
  - Eiswein (25o KMW)
  - Strohwein (25o KMW)
  - Ausbruch (27o KMW)
  - Trockenbeerenauslese (TBA) (30o KMW)

Strohwein görs på druvor som lufttorkas minst tre månader på stråmattor. Ausbruch är en österrikisk specialitet gjord på ädelrötade vindruvor. Chaptalisering får endast ske på Kabinett och lägre klasser.
I början av 2000-talet infördes även Districtus Austriae Controllatus (DAC), geografiska beteckningar liknande det franska appellationssystemet.

## Druvor
Totalt är ett trettiotal druvor tillåtna. Grüner Veltliner är lite av en österrikisk specialitet och utgör 46 % av de vita vinerna.

## Vindistrikt
Odlingsområdena är koncentrerade till östra Österrike i och runt huvudstaden Wien. Landet är indelat i fyra regioner:
- Burgenland
- Niederösterreich (där distriktet Wachau av många anses som landets bästa)
- Steiermark
- Wien